# Hannikeri, Sampgaon
Hannikeri là một làng thuộc tehsil Sampgaon, huyện Belgaum, bang Karnataka, Ấn Độ.